# Joachim Schlegel (Theologe)
Joachim Schlegel (* 30. Oktober 1929 in Brand-Erbisdorf; † 11. August 2020 in Dresden) war ein deutscher evangelisch-lutherischer Pfarrer, Theologe und Missionswissenschaftler. Er war von 1982 bis 1994 Direktor des Leipziger Missionswerks.

## Werdegang
Joachim Schlegel, der ursprünglich Hütteningenieur werden wollte, studierte von 1950 bis 1955 am Missionsseminar Leipzig Theologie. Sein Ziel, sich nach Übersee senden zu lassen, ließ sich jedoch zur DDR-Zeit nicht verwirklichen. Schlegel wurde für 13 Jahre Pfarrer in Löbau.
1970 trat er das Amt des Landespfarrers für Weltmission der Evangelisch-Lutherischen Landeskirche Sachsens an. Zwölf Jahre später, im Jahr 1982, wurde Joachim Schlegel zum Direktor der Leipziger Mission berufen.
Nach der Friedlichen Revolution in der DDR wurde die Arbeit der Leipziger Mission neu konzipiert: Joachim Schlegel strebte mit dem Kollegium der Leipziger Mission an, die Leipziger Mission in ein Werk ihrer drei Trägerkirchen umzuwandeln. Er initiierte Veränderungen in den Grundstrukturen der Arbeit der Leipziger Mission und bereitete das Missionswerk auf die Übernahme neuer Aufgaben vor – in enger Verbindung mit den langen Traditionen in Leipzig.
Im Oktober 1994 ging Joachim Schlegel nach zwölfjähriger Tätigkeit als Missionsdirektor in den Ruhestand.

## Grüner SalonLeipzig 1986
Im November 1986 riefen Joachim Schlegel und der Tansania-Referent Pfarrer Michael Müller im Leipziger Missionshaus den „Grünen Salon“ als ersten Begegnungsabend für In- und Ausländer in der DDR ins Leben. Ziel war es, Gelegenheit für Begegnung und das Einander-Kennenlernen zu schaffen.
Bald brachten die jungen Tansanier andere Personen verschiedener Nationalitäten mit. So wurde der Grüne Salon, dessen Name von den grünen Polstermöbeln in diesem Zimmer stammte, in Leipzig ein Ort des Rates, der Hilfe und der Gemeinschaft für Christen und Muslime.

## Mitgliedschaften
Joachim Schlegel war Mitglied der Landessynode Sachsen, der Arbeitsgemeinschaft Evangelischer Missionen, des Ökumenisch-Missionarischen Verbindungsausschusses, des Nationalkomitees des Lutherischen Weltbundes sowie der Ökumenekommission des Bundes.

## Familie
Joachim Schlegel war verheiratet mit Ruth Schlegel, er starb wenige Monate nach seiner Frau im Alter von 90 Jahren.